# گمینا یادوو
گمینا یادوو (به لهستانی:  Gmina Jadów) یک گمینا در لهستان است که در شهرستان وووومین واقع شده‌است. گمینا یادوو ۱۱۶٫۸۷ کیلومتر مربع مساحت و ۷٬۷۰۸ نفر جمعیت دارد.